# Francisco Ferrer

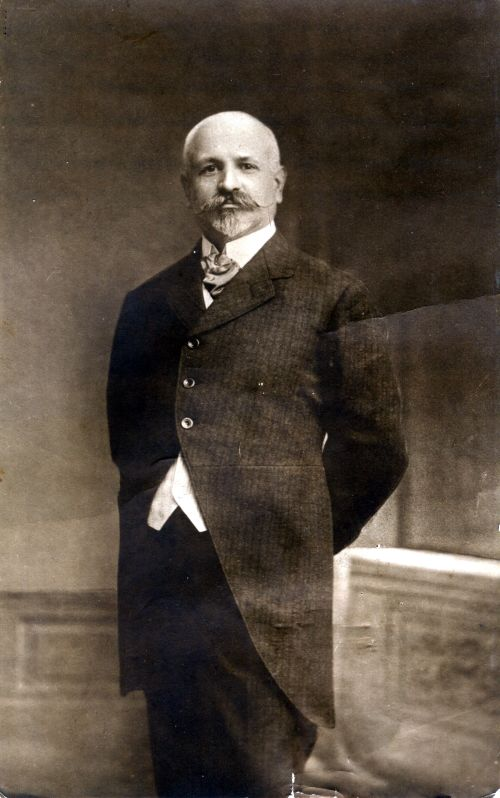
Francisco Ferrer

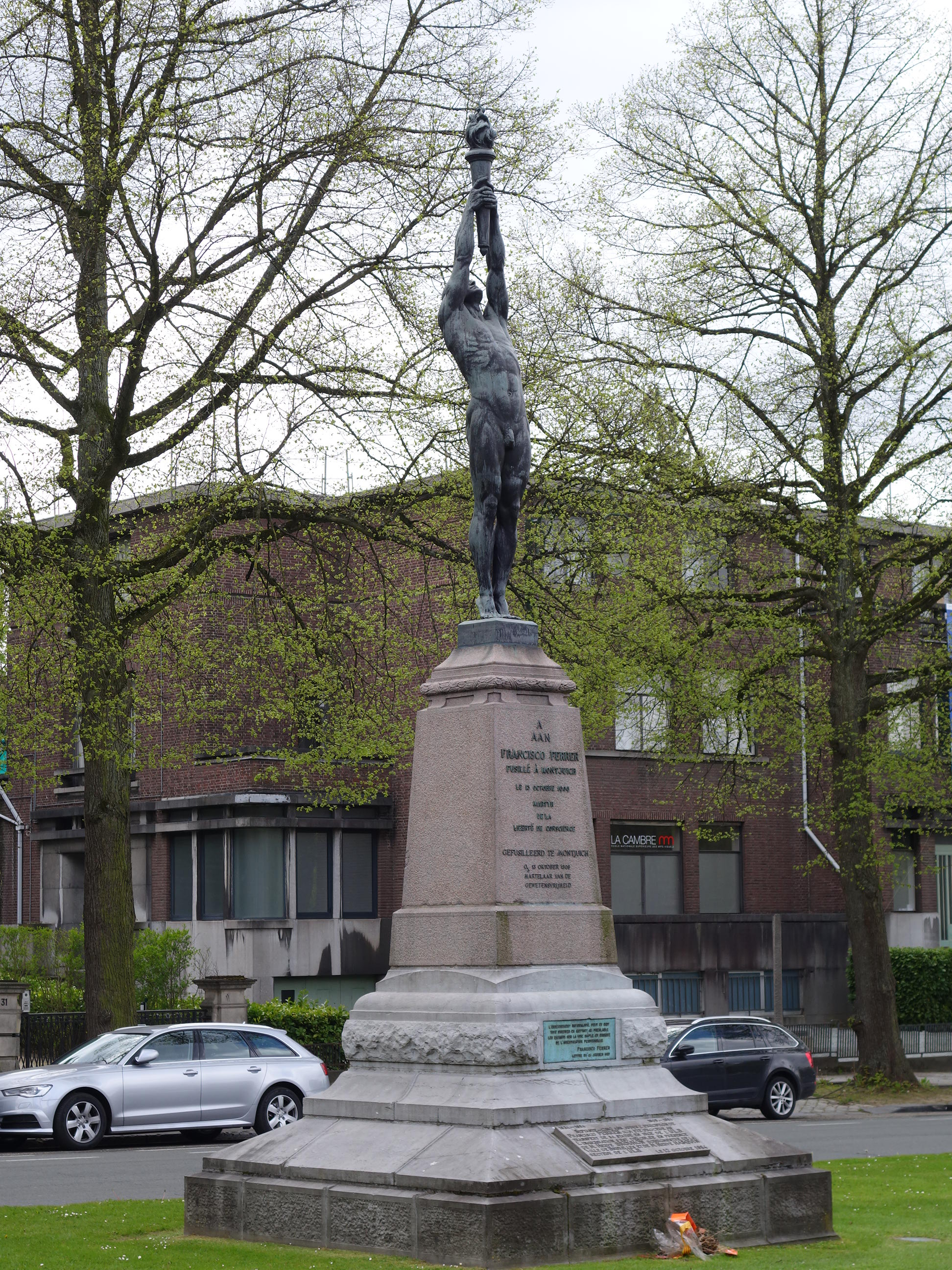
Monument Francisco Ferrer in Brussel

Francisco Ferrer Guardia, Catalaans: Francesc Ferrer i Guàrdia (Alella, 14 januari 1859 – Barcelona, 13 oktober 1909) was een Spaans-Catalaans pedagoog, libertair en anarchist.

## Leven
Francisco Ferrer werd geboren in een streng gelovig katholiek boerengezin. In 1876 trad hij in dienst bij een Republikeinse eigenaar van een textielzaak, van wie hij veel radicale ideeën leerde. Hij ontwikkelde zich tot een fel tegenstander van het geloof en trad toe tot de Catalaanse vrijmetselaarsvereniging Veritat, te Barcelona. Nadat hij een opstand van de republikeinse oud-premier Ruiz Zorrillas had ondersteund, werd hij in 1885 gedwongen tot ballingschap in Parijs, waar hij Spaanse lessen ging geven.
In Parijs ontwikkelde Ferrer zijn eerste ideeën voor "moderne scholen", voortbouwend op de tradities van het vrije onderwijs, geradicaliseerd door anarchistisch-socialistische idealen. Volgens Ferrer was het bestaande schoolsysteem een instrument van de heersende klasse, gericht op dienstbaarheid. Hij geloofde in een systeem op basis van spontaniteit, gericht op zelfontplooiing, geestelijke onafhankelijkheid en volledige emancipatie van het individu. Uiteindelijk zou dit in zijn ogen zelfs kunnen leiden tot een volledige verandering van de maatschappij, in libertair-anarchistische richting.
Toen Ferrer in 1901 naar Spanje terugkeerde, opende hij zijn eerste ‘Moderne School’ (Escuela Moderna), mede gefinancierd uit de erfenis van Ernestine Menier, de steenrijke dochter van een Parijse architect, die hem daartoe een groot bedrag naliet. In de daarop volgende vijf jaar bouwde Ferrer zijn schoolsysteem verder uit, ondanks veel weerstand uit vooral klerikale kringen, tot een vijftigtal scholen, plus een kweekschool.
In 1906 echter volgde voor Ferrer de grote tegenslag: een kantoorbediende van de uitgeverij van zijn stichting bleek betrokken te zijn bij een aanslag gepleegd op Alfons XIII van Spanje en maar al te graag grepen katholieke kranten dit aan door te stellen dat de aanslag het gevolg was van de onkerkelijke en socialistisch-anarchistische opvoeding die Ferrer voorstond. Ferrer werd gearresteerd en gevangengezet. Al zijn scholen werden gesloten. Dankzij een internationale actie (ondersteund door beroemde namen als Anatole France, 
Georges Lorand en Ernst Haeckel) kwam hij na 13 maanden weer vrij en mocht hij zijn scholen heropenen.
Toen in 1909 echter anarchistische opstanden uitbraken in Barcelona (de "Tragische week") werd Ferrer opnieuw gearresteerd op vage beschuldigingen van betrokkenheid. In werkelijkheid was Ferrer tijdens de Tragische Week in Engeland. Zonder dat hij de mogelijkheid kreeg zich te verdedigen en zonder echte bewijzen werd hij, samen met vier anderen, door een militair tribunaal ter dood veroordeeld. Zijn terdoodveroordeling riep internationaal grote verontwaardiging en protest op. Men hoopte nog enige tijd dat Alfons XIII het doodsvonnis niet zou ondertekenen, maar die deed dat uiteindelijk toch. Na zijn veroordeling werd Ferrer naar een cel gebracht die als een kapel was ingericht. Op 13 oktober 1909 werd hij in het Kasteel van Montjuïc geëxecuteerd. Hij wilde niet geblinddoekt worden. Zijn laatste woorden waren: "Ik ben onschuldig. Leve de Moderne School".

## Fotogalerij

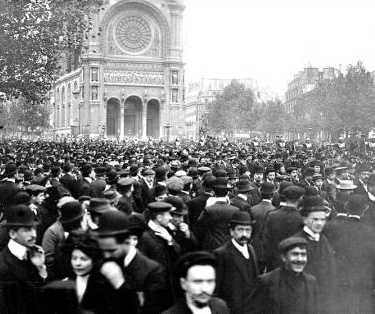
Protest tegen de executie van Ferrer, Parijs, 1909
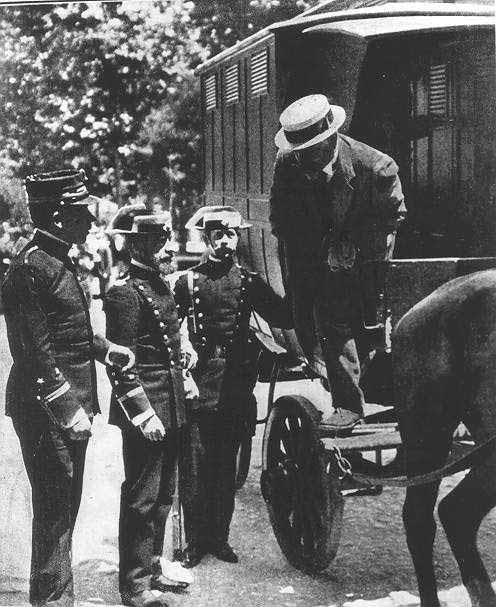
Ferrer wordt door de Guardia Civil afgezet bij Kasteel van Montjuïc
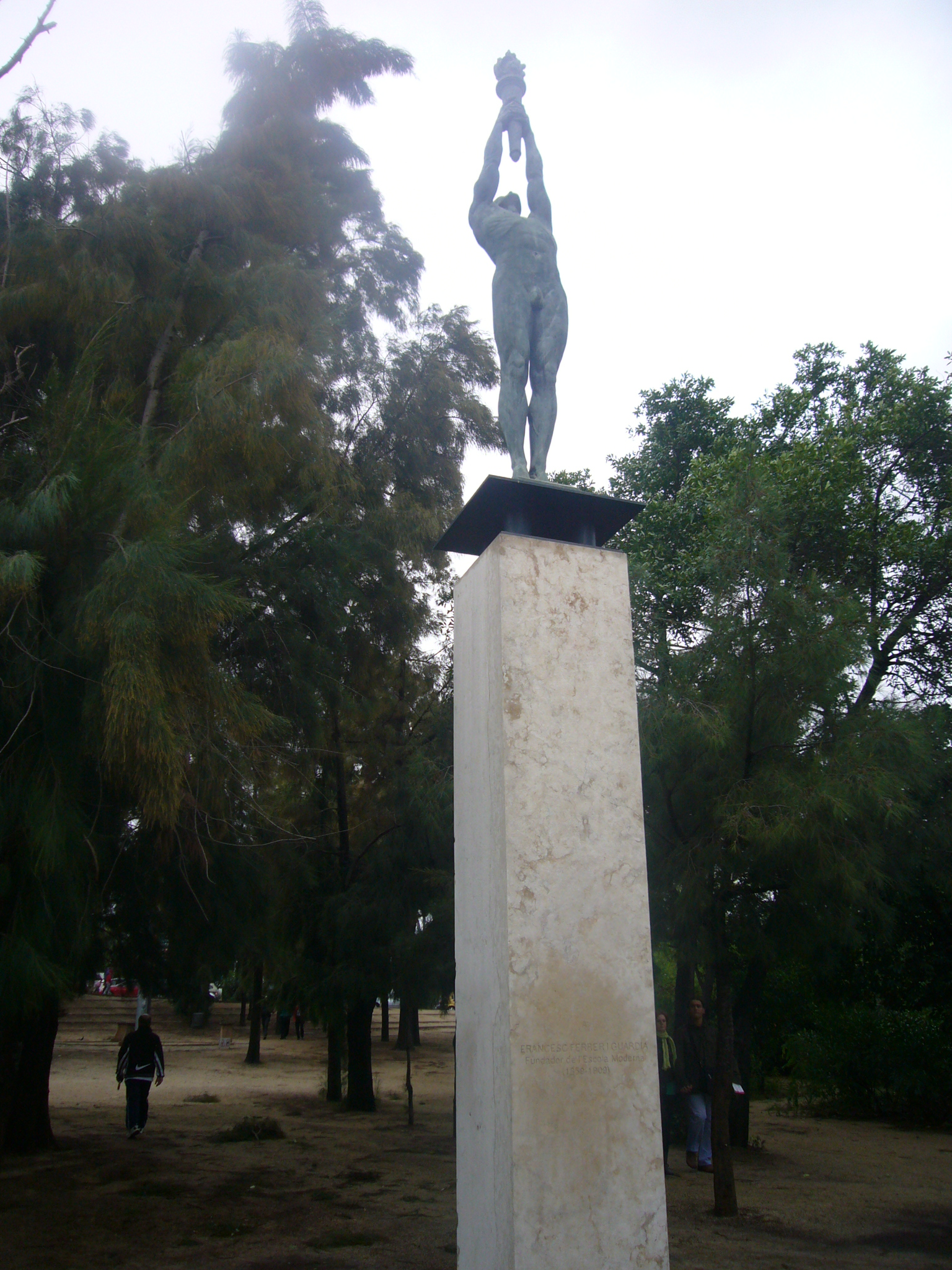
Monument voor Ferrer, Montjuïc, Barcelona, nabij het Olympisch stadion
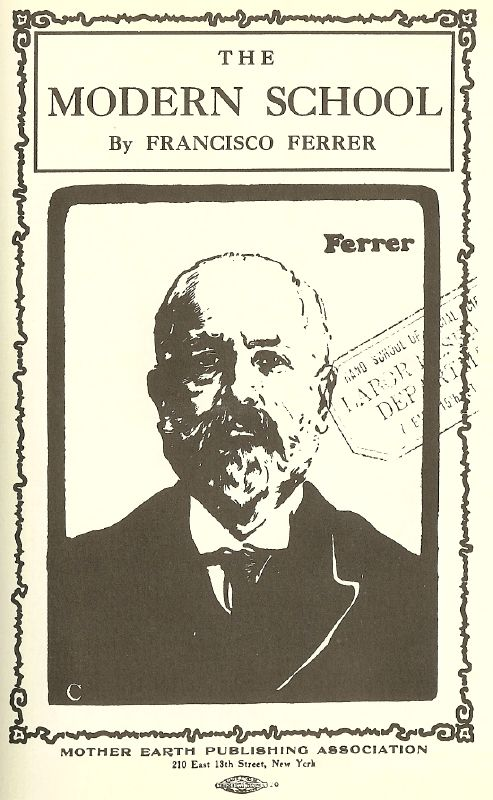
„The Modern School", Engelse vertaling door Voltairine de Cleyre (1901)